# Hoplisa xipharesalis
Hoplisa xipharesalis är en fjärilsart som beskrevs av Walker 1859. Hoplisa xipharesalis ingår i släktet Hoplisa och familjen Crambidae. Inga underarter finns listade i Catalogue of Life.